# Вокзальна вулиця (Київ)
Вокза́льна ву́лиця — вулиця в Солом'янському та Шевченківському районах Києва, місцевість Паньківщина. Пролягає від вулиці Симона Петлюри та Жилянської вулиці до тупика (фактично має виїзд на вулицю Гетьмана Павла Скоропадського).

## Історія
Вулиця виникла наприкінці XIX століття, пролягала від Вокзальної площі до Караваєвської вулиці (нині — вулиця Льва Толстого). У 1920-х роках об'єднана із колишнім Безаківським провулком і почала пролягати по обидва боки залізниці. Сьогодні має забудову лише з непарного боку, парний бік — Північні платформи вокзалу.

## Забудова
Вулиця забудована виключно 1, 2 та 3-поверховими будинками початку XX століття і є однією із небагатьох вцілілих частин «міської» частини Нижньої Солом'янки. У будинку № 7 розташовувався готель «Австрія» (1910-ті роки), а за неіснуючою нині адресою «Вокзальна, 17» знаходилася синагога.